# Падова
«Падова» (італ. Calcio Padova) — італійський футбольний клуб з Падуї. Виступає в другому за силою дивізіоні Італії — Серії B. Заснований 29 січня 1910 року.